# Battaglia di Ninive (612 a.C.)
(Naum, 3,7-10)
La battaglia di Ninive o caduta di Ninive è convenzionalmente datata tra il 613 a.C. e il 611 a.C., con il 612 a.C. come data più supportata. Ribellandosi contro gli Assiri, un esercito combinante forze dei Medi e dei Babilonesi, assediò la capitale imperiale assira di Ninive e saccheggiò 750 ettari di quella che era, a quel tempo, la più grande città del mondo. La caduta di Ninive portò alla distruzione nei successivi tre anni dell'Impero neo-assiro come stato dominante nel Vicino Oriente antico.
Babilonia divenne il centro imperiale della Mesopotamia per la prima volta in oltre mille anni, portando alla nascita dell'Impero neo-babilonese, rivendicando la continuità imperiale come nuova dinastia.
I documenti archeologici dimostrano che la capitale dell'ex-Impero assiro fu ampiamente disurbanizzata e spopolata nei decenni e nei secoli successivi alla battaglia. Un resoconto confuso della caduta della città portò in seguito alla storia del leggendario re Sardanapalo.

## Contesto

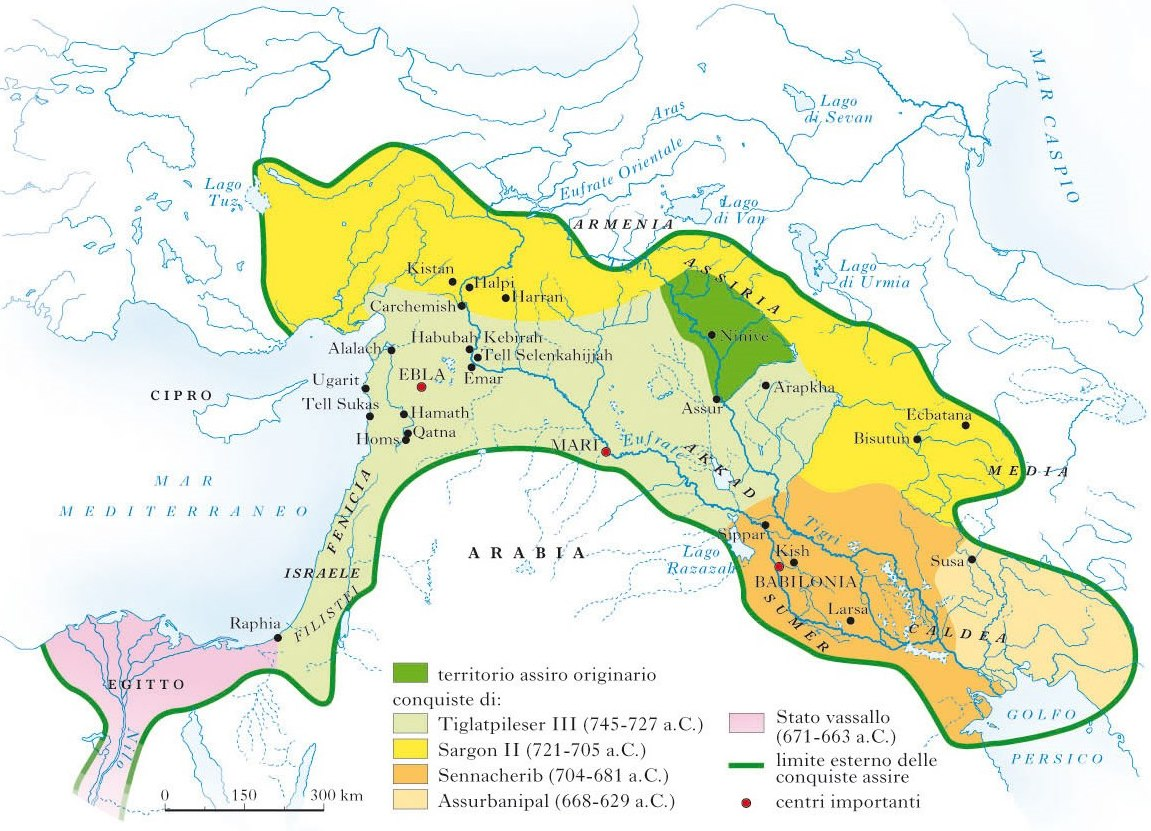
L'Impero neo-assiro all'apice della sua potenza (regno di Assurbanipal, 668-631 a.C.).

Alla morte del re assiro Assurbanipal (631 a.C.), si verificarono una serie di aspre e sanguinose guerre di successione che indebolirono l'impero. Dal 625 a.C. in poi, il dominio dell'impero sul Medio Oriente, l'Anatolia, il Caucaso e il Mediterraneo orientale iniziò gradualmente a svanire.
Un'alleanza formata tra stati esterni, tra cui i Caldei, che approfittarono degli sconvolgimenti in Assiria per prendere il controllo di gran parte del territorio babilonese con l'aiuto degli stessi babilonesi. Ne conseguì la nascita di una nuova volontà imperiale babilonese il cui obiettivo fu il rovesciamento dell'Impero neo-assiro, la conquista della capitale Ninive ed il trasferimento della sede del potere mesopotamico a Babilonia.
Secondo la "Cronaca della Caduta di Ninive", ci fu aspra lotta tra Babilonia e l'Assiria per dodici anni, così come guerre civili nella stessa Assiria. La Cronaca riporta che nel decimo anno di regno di Nabopolassar (616 a.C.), i Babilonesi sconfissero l'esercito assiro nella battaglia di Arrapha e lo respinsero al Piccolo Zab, marciarono lungo il fiume, saccheggiando Mane, Sahiri e Baliḫu, ma fallirono nel tentativo di prendere Assur, il centro cerimoniale e religioso dell'Assiria, nel maggio dell'anno successivo fallì e lui si ritirò a Tikrit, gli Assiri non riuscirono a scacciarlo da lì.
Nell'ottobre o nel novembre del 615 a.C., Ciassare, re dei Medi e condottiero di un'orda comprendente il grosso delle popolazioni indoeuropee dell'altopiano iranico (Persiani, Cimmeri e Sciti), invase l'Assiria e conquistò la regione intorno alla città di Arrapha in preparazione per una grande campagna finale contro gli Assiri. Nello stesso anno, sconfisse Sin-shar-ishkun nella battaglia di Tarbisu, poi (614 a.C.) conquistò Assur, saccheggiando la città e uccidendo molti dei suoi abitanti dopo la sua cattura. Nabopolassar arrivò ad Assur solo dopo che il saccheggio era già iniziato e ivi s'incontrò con Ciassare, alleandosi con lui e firmando un patto anti-assiro. Poco dopo, Sin-shar-ishkun fece il suo ultimo tentativo di contrattacco, muovendo incontro a Nabopolassar che assediava Rahilu ma i Babilonesi si ritirarono prima che la battaglia potesse avere luogo.

## Il problema delle fonti
Le cronache assire terminano bruscamente nel 639 a.C., dopo la distruzione di Susa, la conquista assira dell'Elam e la sottomissione di una Babilonia ribelle governata dal fratello di Ashurbanipal, Shamash-shum-ukin. Mancano documenti ufficiali assiri posteriori al 631 a.C. Le fonti primarie sono babilonesi e sono state scritte a seguito della vittoria di Nabopolassar sul nemico assiro. Tra le famose Cronache babilonesi (oggi al British Museum) figura infatti una "Cronaca della Caduta di Ninive" (n. 21901) tradotta nel 1923 da C.J. Gadd. Le altre fonti a disposizione sono tutte apertamente anti-assire: il Libro di Naum degli Ebrei, le cronache egizie, i documenti babilonesi riportati da Erodoto, ecc. Ci furono anche leggende che sono cresciute nei secoli successivi, tra i popoli che discendono da una delle nazionalità coinvolte, inclusi gli aramaici orientali ancora mesopotamici e gli assiri cristiani dell'Iraq settentrionale, della Turchia sud-orientale, dell'Iran nord-occidentale e della Siria nord-orientale. Un resoconto della battaglia ci arriva anche dalla Persica di Ctesia, riportataci da Diodoro Siculo e Fozio, ma potrebbe essere stato mescolato con resoconti di altre battaglie.

## Il campo di battaglia

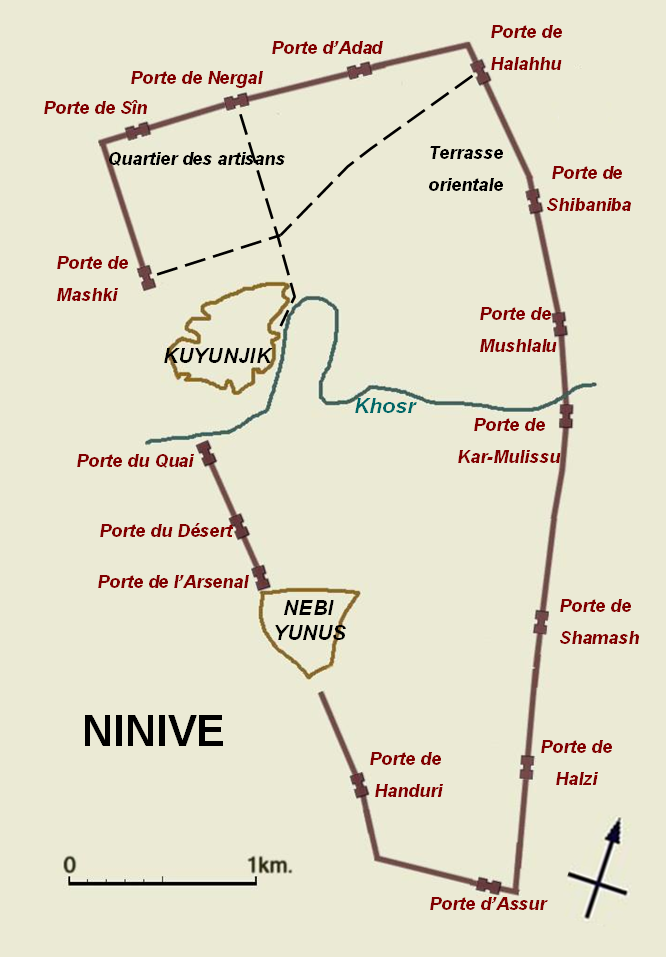
Mappa del sito archeologico di Ninive

Ninive (accadico 𒌷𒉌𒉡𒀀, Ninua; siriaco ܢܝܼܢܘܹܐ, Nīnwē) era situata vicino alla confluenza dei fiumi Tigri e Khosr, nei pressi dell'odierna città di Mosul (Iraq settentrionale). Attualmente la sua ubicazione è contrassegnata da due ampi terrapieni, Quyungiq e Nebi Yunus, e dai resti delle mura cittadine. Fu un importante snodo per le rotte commerciali del tempo essendo situata in una posizione centrale tra il Mar Mediterraneo e l'Oceano Indiano, ponte fra l'Oriente e l'Occidente. Commercialmente ricca ed architettonicamente imponente fu una delle più grandi e popolose città antiche della regione mesopotamica.
Sito d'insediamento umano sin dal Neolitico e importante centro del culto di Ishtar sin dal 3 000 a.C., fu una "città-sacra" per il cosiddetto Impero dell'Alta Mesopotamia" (ossia il regno di Shamshi-Adad I) e poi per il regno di Mitanni. Iniziò a connaturarsi come metropoli durante l'Impero medio-assiro (regno di Ashur-uballit I) ed il successivo Impero neo-assiro (regno di Assurnasirpal II), raggiungendo il suo fulgore negli ultimi anni di regno di Sennacherib (c. 700 a.C.) che ne fece la capitale imperiale e vi si fece costruire un complesso palaziale di 503x242 m da 80 stanze. Sennacherib costruì un secondo complesso palaziale sul promontorio meridionale ("Nebi Yunus") della città che servì da arsenale per immagazzinare attrezzature militari e come alloggio permanente per una guarnigione dell'esercito assiro. Furono costruiti e restaurati numerosi templi, molti dei quali sul promontorio "Kuyunjik" (ove sorgeva il palazzo imperiale). La planimetria stessa della città fu massicciamente espansa verso sud e furono erette nuove enormi mura cittadine, circondate da un fossato, alte fino a 25 metri e spesse 15 metri.
La superficie totale di Ninive era allora di 7 km² con quindici grandi porte che ne bucavano le mura estese per 12 km complessivi. Un elaborato sistema di diciotto canali riforniva la città di acqua dalle colline circostanti, appoggiandosi su un acquedotto lungo sino a Jerwan. La popolazione stimata era di 100-150 000 abitanti, pari al doppio di quelli di Babilonia a quel tempo.
Ninive non era solo una capitale politica: ospitava una delle più grandi biblioteche di lingua accadica ed era sede della raccolta di tributi da tutto il Medio Oriente ed era pertanto un luogo prezioso da saccheggiare.

## La battaglia

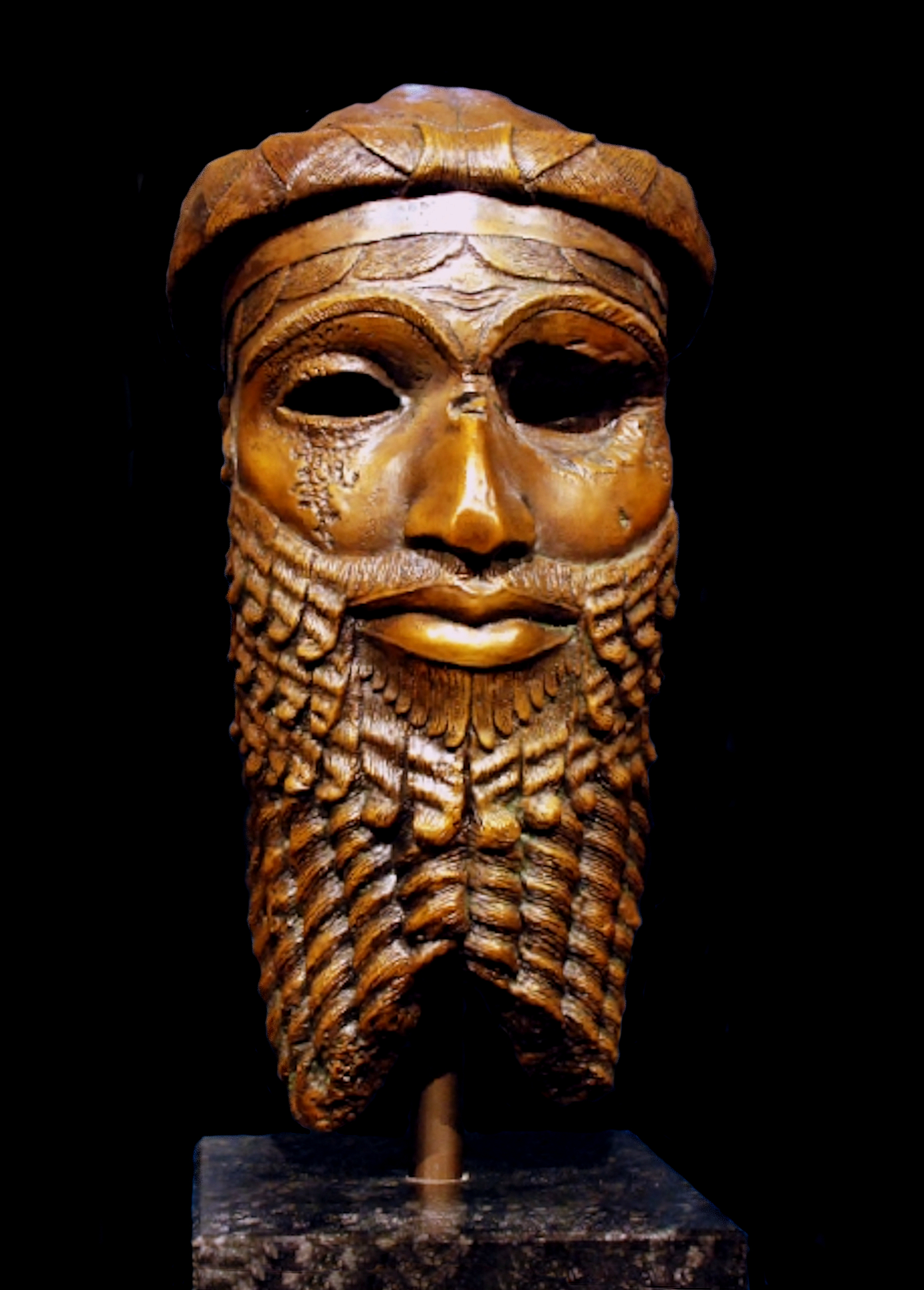
La "Maschera di Sargon di Akkad" (datata intorno al 2250 a.C.) fu ritrovata nel 1931 a Ninive : probabilmente fu mutilata durante la distruzione di Ninive da parte dei Medi e dei Babilonesi nel 612 a.C.

Nel 612 a.C., Medi e Babilonesi unirono le loro forze per conquistare Ninive, ove Sin-shar-ishkun si era asserragliato. la città fu assediata per tre mesi e, tra luglio e agosto (mese babilonese di Abu), finalmente violata, con i Medi che giocarono il ruolo principale nella caduta della città. I medo-babilonesi sottoposero la capitale nemica ad un brutale saccheggio. Sebbene il destino di Sin-shar-ishkun non sia del tutto certo, è comunemente accettato che sia morto in difesa di Ninive. Suo fratello Assur-uballit II prese a quel punto per sé la corona, rifiutò di sottomettersi e si aprì combattendo una via fuori da Ninive, spostando la capitale imperiale ad Harran.
Secondo la tradizione stabilita da Diodoro, il fiume Tigri inondò la città. Sebbene il suo racconto sia spesso sospetto, a questo aspetto è stata prestata attenzione. Gli eserciti alleati entrarono nell'area del muro esterno e combatterono per entrare nel palazzo. I templi furono saccheggiati e il palazzo fu bruciato, anche se questo non distrusse la città e potrebbe aver aiutato la conservazione dei testi di argilla. Secondo il racconto di Naum, uno dei profeti dell'Antico Testamento, se letto come storia piuttosto che come profezia (gli studiosi biblici conservatori considerano Nahum una profezia), la battaglia andò avanti per mesi e si combatteva in ogni casa e strada.
Ciassare e la sua orda abbandonarono le rovine di Ninive dopo qualche settimana (tra agosto e settembre - mese babilonese di Ululu), lasciando Nabopolassar padrone del campo.

## Conseguenze
Ci sarebbero state molte altre campagne contro l'Assiria da parte dei neo-babilonesi e dei loro alleati, inclusa una contro un esercito alleato egizio-assiro. Così, mentre la battaglia di Ninive segnò una svolta nella guerra, Ashur-uballit II avrebbe combattuto per molti altri anni ancora. Il suo destino finale non è noto né registrato: potrebbe essere stato ucciso alla caduta di Harran nel 609 a.C. (che pose formalmente fine all'Impero assiro) o nella battaglia di Karkemiš nel 605 a.C. (dove furono sconfitti i resti dell'esercito imperiale assiro) oppure potrebbe essere semplicemente scomparso nell'oscurità.

### Fonti
- Cronache babilonesi - ed. standard in (EN) Grayson AK, Assyrian and Babylonian Chronicles, 1975, ISBN 978-1575060491. : spec. Cronaca della Caduta di Ninive (BM 21901)

### Studi
In italiano
- Mario Liverani, Antico Oriente: storia, società, economia, nuova ed., Bari-Roma, Laterza, 2009  [1988], ISBN 978-88-420-9041-0.
- Vincenzo Mistrini, Gli assiri : la prima superpotenza dell'Oriente Antico, Gorizia, LEG, 2022.

In altre lingue
- (EN) Ahmed SS, Southern Mesopotamia in the time of Ashurbanipal, De Gruyter, 2018, ISBN 978-3-11-139617-0.
- (EN) Bassir H, The Egyptian expansion in the near east in the saite period (PDF), in Journal of Historical Archaeology & Anthropological Sciences, vol. 3, n. 2, 2018,  pp. 196-200.
- (EN) Beaulieu PA, The Fourth Year of Hostilities in the Land, in Baghdader Mitteilungen, vol. 28, 1997,  pp. 367-394.
- (EN) Bertman S, Handbook to Life in Ancient Mesopotamia, OUP USA, 2005, ISBN 978-0-19-518364-1.
- (EN) Boardman J, The Cambridge Ancient History: Volume 3, Part 2, The Assyrian and Babylonian Empires and Other States of the Near East, from the Eighth to the Sixth Centuries BC (PDF), Cambridge University Press, 2008, ISBN 978-1-139-05429-4.
- (EN) Bradford AS, With Arrow, Sword, and Spear: A History of Warfare in the Ancient World, Greenwood Publishing Group, 2001, ISBN 978-0-275-95259-4.
- (EN) Curtis A, Oxford Bible Atlas, Oxford University Press, 2009, ISBN 978-0-19-162332-5.
- (EN) Dandamayev M [e] Grantovskiĭ È, ASSYRIA i. The Kingdom of Assyria and its Relations with Iran, in Encyclopædia Iranica, 1987.
- (EN) Dandamayev M [e] Medvedskaya I, MEDIA, in Encyclopædia Iranica, 2006.
- (EN) Edwards IES, The Cambridge Ancient History, Cambridge University Press, 1970, ISBN 978-0-521-22804-6.
- (EN) Frahm E, A Companion to Assyria, John Wiley & Sons, 2017, ISBN 978-1-4443-3593-4.
- (EN) Healy M, The Ancient Assyrians[collegamento interrotto], Londra, Osprey Publishing, 1991, ISBN 1-85532-163-7, OCLC 26351868.
- (EN) Lipschits O, The Fall and Rise of Jerusalem: Judah Under Babylonian Rule, Eisenbrauns, 2005, ISBN 978-1-57506-095-8.
- (EN) Na'aman N, Chronology and History in the Late Assyrian Empire (631—619 B.C.), in Zeitschrift für Assyriologie, vol. 81, 1991,  pp. 243-267.
- (EN) Potts DT, A Companion to the Archaeology of the Ancient Near East, John Wiley & Sons, 2012, ISBN 978-1-4443-6077-6.
- (EN) Radner K, Last Emperor or Crown Prince Forever? Aššur-uballiṭ II of Assyria according to Archival Sources, in State Archives of Assyria Studies, vol. 28, 2019,  pp. 135-142.
- (EN) Reade JE, Assyrian eponyms, kings and pretenders, 648-605 BC, in Orientalia (NOVA Series), vol. 67, n. 2, 1998,  pp. 255-265, JSTOR 43076393.
- (EN) Roux G, Ancient Iraq, Londra, Penguin book, 1992, ISBN 978-0-14-012523-8.
- (EN) Rowton MB, Jeremiah and the Death of Josiah, in Journal of Near Eastern Studies, vol. 2, n. 10, 1951,  pp. 128-130, DOI:10.1086/371028.
- (EN) Yildirim K, Diplomacy in Neo-Assyrian Empire (1180-609) Diplomats in the Service of Sargon II and Tiglath-Pileser III, Kings of Assyria, in International Academic Journal of Development Research, vol. 5, n. 1, 2017,  pp. 128-130.